# Bjädesjösjön
Bjädesjösjön är en sjö i Vetlanda kommun i Småland och ingår i Emåns huvudavrinningsområde. Sjön är 7,5 meter djup, har en yta på 1,24 kvadratkilometer och är belägen 211 meter över havet. Sjön avvattnas av vattendraget Gröpplebäcken. Vid provfiske har bland annat abborre, braxen, gädda och mört fångats i sjön.

## Delavrinningsområde
Bjädesjösjön ingår i det delavrinningsområde (635794-144853) som SMHI kallar för Utloppet av Bjädesjösjön. Avrinningsområdets medelhöjd är 233 meter över havet och ytan är 12,42 kvadratkilometer. Det finns ett delavrinningsområde uppströms, och räknas det in blir den ackumulerade arean 28,76 kvadratkilometer. Gröpplebäcken som avvattnar avrinningsområdet har biflödesordning 3, vilket innebär att vattnet flödar genom totalt 3 vattendrag innan det når havet efter 191 kilometer. Delavrinningsområdet består mestadels av skog (67 procent) och jordbruk (11 procent). Avrinningsområdet har 1,46 kvadratkilometer vattenytor vilket ger det en sjöprocent på 11,7 procent.

## Fisk
Vid provfiske har följande fisk fångats i sjön:
- Abborre
- Braxen
- Gädda
- Mört
- Sarv
- Sutare